# 다케다 고운사이

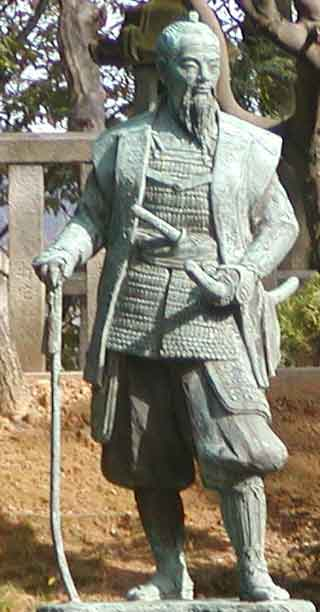
다케다 고운사이 동상
(쓰루가시)

다케다 고운사이(일본어: 武田 耕雲斎 1803년 ~ 1865년 3월 1일)는 막말의 인물로 덴구토의 난이 일어날 때 이를 주도 했다. 본성은 아토베이다. 이름은 마사오(正生)이며 통칭은 히코쿠로(彦九郎), 호는 조운(如雲)이다.

## 가계
다케다 고운사이의 가계는 가이국의 슈고 다케다 가문 아래에서 슈고다이를 역임한 아토베 가문이다. 아토베 가문은 원래 다케다 가문과 같은 가이 겐지의 피가 흐르지만, 다케다 가문과 다른 오가사와라 가문에서 갈라져 나온 가문이었다. 그러나, 인척관계에 따른 연이 있기 때문인지 고운사이는 다케다 신겐의 후예라 칭하며 다케다 씨로 고쳤다. 자신의 조상 중 아토베 가쓰스케가 《갑양군감》에 간신으로 기록되어 있기 때문에 아토베라는 성씨를 싫어했고, 이에 번주 도쿠가와 나리아키의 허락을 받아 다케다 씨로 바꿨다고 한다.

## 생애
교와 3년(1803년) 미토번사 아토베 마사쓰구의 아들로 태어나, 아토베 가문의 종가 아토베 마사후사의 양자로 들어갔다. 분카 14년(1817년) 300석의 가독을 승계하는 동시에 다케다 씨로 성을 고쳤다. 도다 주다유, 후지타 도코와 함께 미토의 3전(水戸の三田)이라 불리었다.
도쿠가와 나리아키가 번주의 자리에 오를 때 힘썼으며, 이런 공로로 덴포 11년(1840년) 미토 번의 정계에 참여한다. 그러나 고카 원년(1844년) 나리아키가 막부로부터 은거 근신처분을 명받자 이를 맹렬이 비판하였기 때문에 고운사이도 연좌되어 근신처분을 받게 된다. 가에이 2년(1849년) 나리아키가 정계에 복귀함에 따라 고운사이도 다시 정계에 복귀해 참여하였고, 안세이 3년(1856년) 집정을 하게 된다. 그리고, 나리아키의 존왕양이 운동을 지지해 그를 뒤받침했다.
그러나, 만엔 원년(1860년) 나리아키가 병사하자 미토 번의 정계는 혼란이 극에 달했고, 고운사이도 점차 번의 정치와 멀어져갔다. 고운사이는 나리아키 사후 혼란을 수습하기 위해 각 파벌의 조정을 담당했지만, 이를 수습할 수는 없었다. 겐지 원년(1864년) 후지타 고시로가 덴구토를 이끌고 거병하자, 고운사이는 고시로가 조급한 행동이었다고 타이르지만, 도리어 고시로는 전 미토 번주의 측근인 고운사이에게 덴구토의 수령이 될 것을 부탁한다. 처음 고운사이는 이를 거절했지만, 고시로의 뜻을 꺾을 수 없어 이를 수락한다.
덴구토는 전 미토 번주 도쿠가와 나리아키의 아들로 당시 교토에 있었던 도쿠가와 요시노부를 미토 번주로 옹립할 목적이었다. 그러고, 800명의 병사를 이끌고 교토를 향해 진군하지만, 쓰루가에서 막부의 추토령을 받고 온 막부군에 항복한다. 고운사이는 간단한 취조 후, 고시로와 함께 참수되었다. 그의 나이 향년 63세였다. 그 후, 처와 두 아들 및 손자 셋도 참살된다.
고운사이는 나리아키의 영향을 받아 존왕양이파였지만, 과격한 양이에는 소극적이었다. 덴구토의 수령이 되었을 때, 이미 그는 죽을 각오를 한 것 같다. 묘소는 미토시에 있는 묘운지에 있다.

## 같이 보기
- 덴구토의 난
- 미토번
- 도쿠가와 나리아키
- 후지타 고시로